# Toxoscelus acutipennis
Toxoscelus acutipennis (лат.) — вид жуков-златок рода Toxoscelus из подсемейства Agrilinae.

## Распространение
Ориентальная область: Филиппины (Luzon).

## Описание
Златки мелкого размера, длина тела 7,5 мм (ширина 2,6 мм). Массивные и умеренно выпуклые, голова и переднеспинка тускло-бронзовые, с легким пурпурным оттенком, надкрылья бронзовые с неправильными чёрными и пурпурными отметинами.
Голова выпуклая, с глубокой продольной бороздкой, идущей от затылка до довольно глубокого круглого вдавления на темени; поверхность сильно морщинистая, морщинки становятся несколько концентрическими на бугорках, промежутки мелкозернистые; усики короткие, немного заходят за вершинные углы переднеспинки, зазубрены от пятого членика.
Пронотум округлый, с зубчатыми боковыми краями, заострёнными первыми парами бёдер и голеней.

## Систематика
Сходен с Toxoscelus actenodes, но отличается деталями строения и окраски надкрылий и имеет резко выступающие вершины надкрылий, а не как у этого вида. Вид был впервые описан в 1922 году, а его валидный статус был подтверждён в ходе ревизии, проведённой в 2011 году американским энтомологом Чарльзом Беллами (1951—2013) и его японским коллегой Sadahiro Ohmomo (Япония).